# Hoverioptera (Tesserioptera) pilosa
Hoverioptera (Tesserioptera) pilosa is een tweevleugelige uit de familie steltmuggen (Limoniidae). De soort komt voor in het Palearctisch gebied.